# Salem, Oregon
Salem (AFI:/ˈseɪləm/) este capitala statului american Oregon și sediul comitatului Marion. Orașul se află în mijlocul văii râului Willamette care trece prin nordul orașului. Râul reprezintă granița dintre comitatele Marion și Polk, cartierul West Salem aflându-se în Comitatul Polk.
La data de 1 iulie 2007, conform unei estimări a United States Census Bureau, Salem avea o populație de 152.290 locuitori , fiind al treilea oraș ca mărime din stat după Portland și Eugene. Populația zonei metropolitane Salem este de aproximativ 380.000, fiind cea de-a doua mare aglomerare urbană din Oregon.

## Evenimente
La Centrul cultural " Pacific Film" din Salem, Oregon, în fiecare lună iulie anuală, se desfășoară festivalul de filmografie nord-american al animatorilor "Animated Films & TV Series North-American Movie Festival".